# Senyal indicatiu

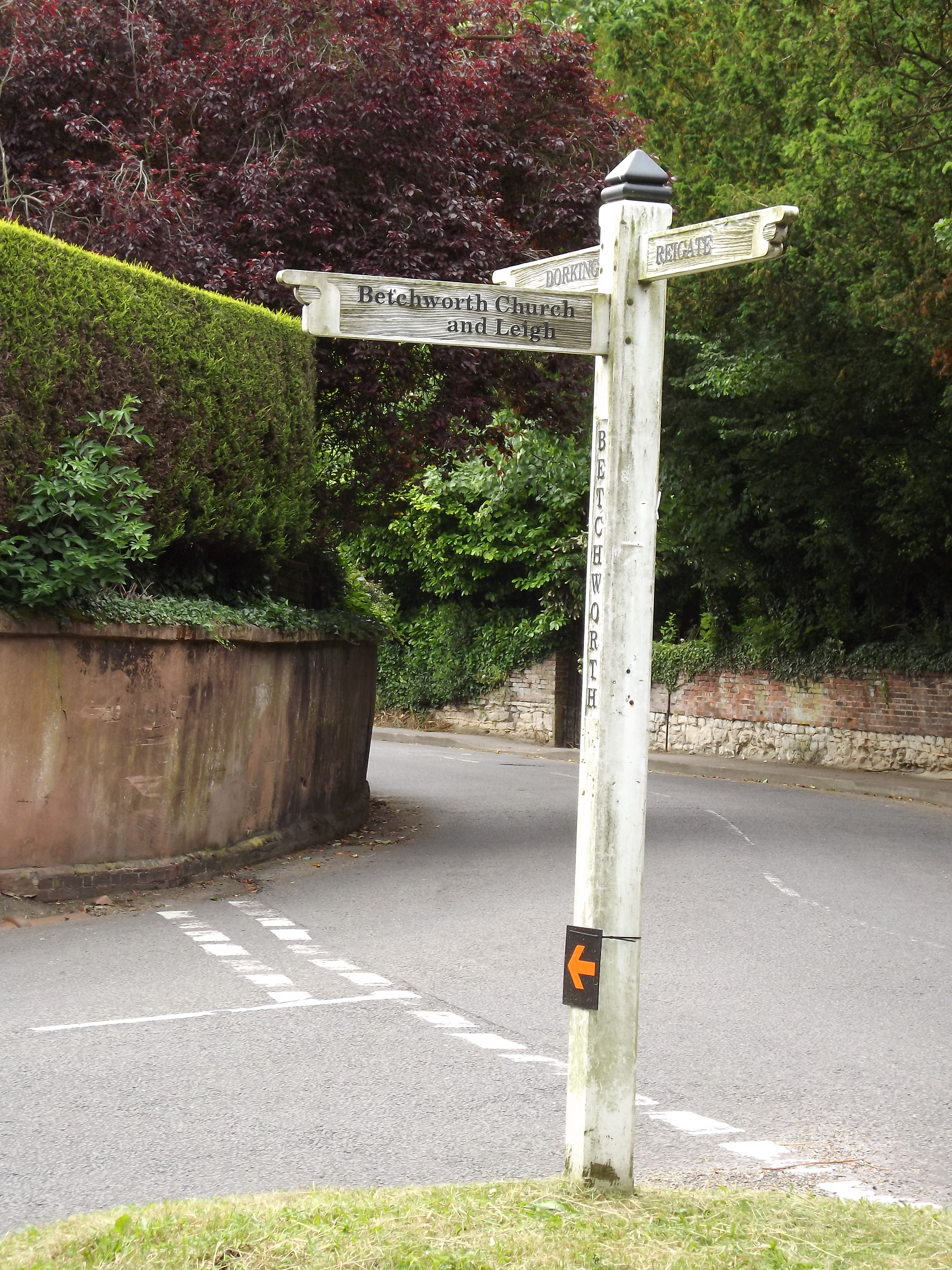
Un senyal indicador a Betchworth, Surrey. La fletxa taronja afegida mostra una ruta cicloturista.

Un senyal indicatiu (o pal de direccions) és un tipus de pal de senyalització que consisteix en un pal amb un o més indicadors, coneguts com a braços, que apunten en la direcció del viatge cap als llocs que hi figuren, sovint amb informació de distància. A vegades els braços tenen forma de fletxa, però antigament i encara ara de manera més aviat nostàlgica, els braços poden acabar en forma de dit índex, i d’aquí el seu nom.

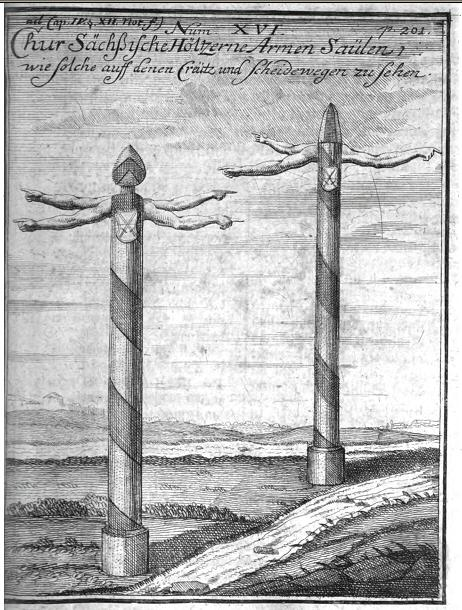
Senyals indicadors antics de fusta a Saxònia